# Mokronozi
Mokronozi (em sérvio cirílico: Мокронози) é uma aldeia da Bósnia e Herzegovina. Localiza-se no município de Rudo, na República Sérvia da Bósnia. Contava com 611 habitantes no recenseamento de 1991, maioritariamente sérvios.